# Orconectes cristavarius
Orconectes cristavarius är en kräftdjursart som beskrevs av Taylor 2000. Orconectes cristavarius ingår i släktet Orconectes och familjen Cambaridae. IUCN kategoriserar arten globalt som livskraftig. Inga underarter finns listade i Catalogue of Life.